# 第七十一国立銀行
第七十一国立銀行（だいしちじゅういちこくりつぎんこう）は、新潟県村上町に設立された明治期の銀行。
1878年（明治11年）10月、新潟県村上町（現村上市）に旧村上藩士族の若林安静、村部清纓らが、商人であった樋口治郎平、岩佐喜藏らと共に設立。初代頭取には筆頭株主の樋口治郎平、支配人は村部清纓、取締役には若林安静、岩佐喜藏が就任。1898年（明治31年）、国立銀行営業満期前特別処分法により私立銀行村上銀行（むらかみぎんこう）に改称。その後、経営不振の岩舟銀行などと合併し、1938年（昭和13年）に第四銀行に合併され歴史の幕を閉じた。

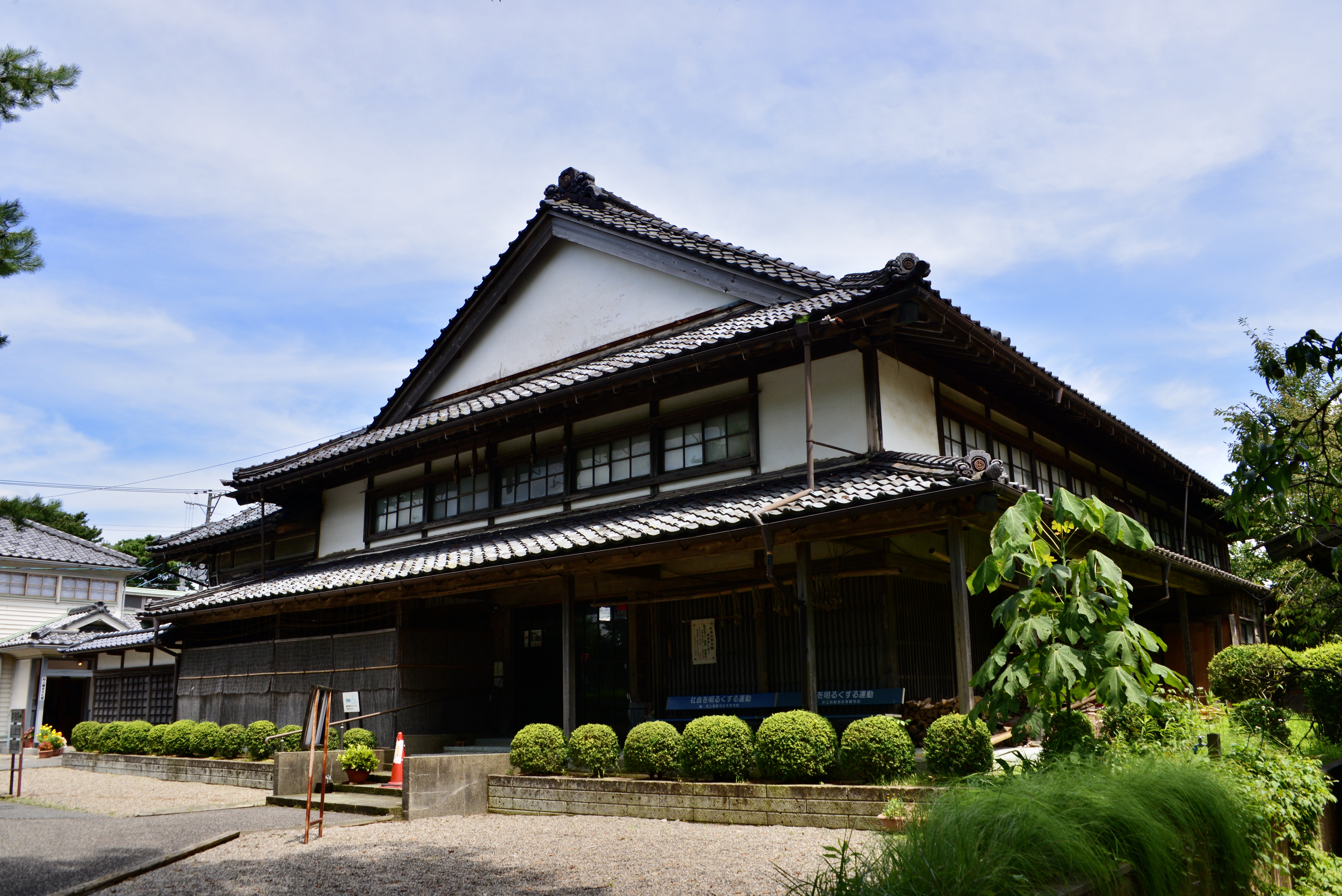
旧村上銀行本店（現三の丸記念館）

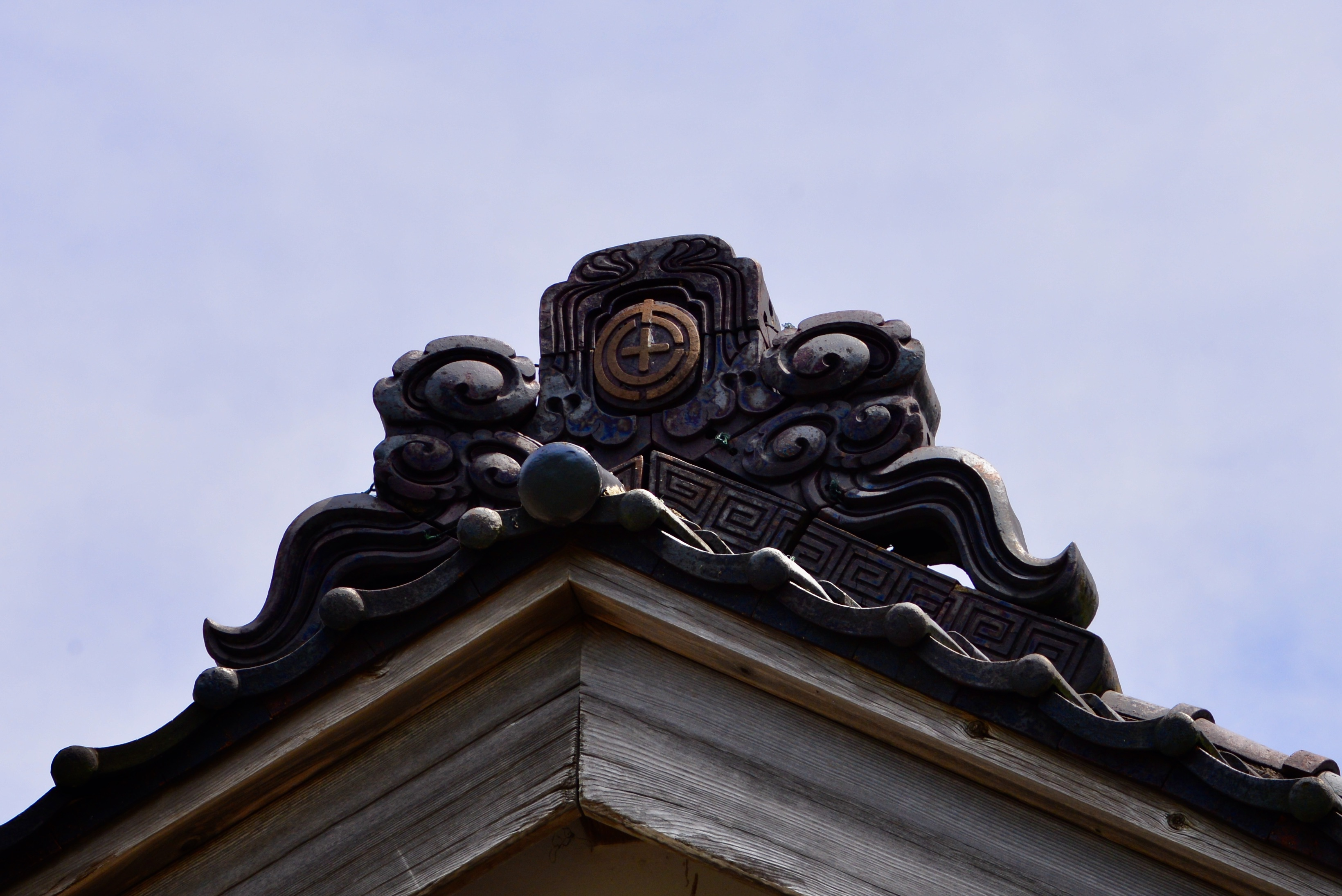
鬼瓦には「七十一」の文字が残る

## 沿革
- 1878年（明治11年）10月17日：開業免状下付、設立
- 1878年（明治11年）11月15日：開業
- 1898年（明治31年）10月1日：村上銀行に改称
- 1923年（大正12年）12月17日：岩舟銀行を合併
- 1924年（大正13年）6月29日：村上産業銀行を合併
- 1938年（昭和13年）8月7日：第四銀行に合併